# 港鐵特別車費優惠日
港鐵特別車費優惠日為港鐵公司因應於2014年6月加價而於2015年2月20日及21日（農曆年初二及年初三）推出的優惠（當時稱為「新春特別優惠」）。由於該優惠普遍受到乘客歡迎，在2015年6月加價再度推出（新的優惠期由2015年12月26日及27日（聖誕節）、2016年2月9日及10日（農曆年初二及年初三）、3月25日及26日（復活節））。於2016年6月加價在2016年11月至2017年3月的首個星期六（即2016年11月5日、12月3日及2017年1月7日、2月4日及3月4日）推出本優惠；以及為慶祝香港回歸20週年，於同年10月1日及2日（國慶）推出本優惠。優惠期內，乘客使用八達通乘坐港鐵（重鐵路線，機場快綫、東鐵綫頭等及往來羅湖站／落馬洲站除外）、輕鐵及港鐵巴士（新界西北），成人可享有小童特惠票價優惠（即大約半價），而小童、長者、以及合資格學生及殘疾人士則可享有每程一律HK$1的優惠票價。

## 實際優惠安排
於2014年6月港鐵加價後，港鐵於2015年宣佈於同年2月20日及21日（農曆年初二及年初三）推出本優惠，命名為「新春特別優惠」。
於2015年6月港鐵加價後，港鐵於2015年宣佈新票價時，同時於2015年12月26日及27日（聖誕節）、2016年2月9日及10日（農曆年初二及年初三）、3月25日及26日（復活節）推出本優惠，命名為「港鐵節折賞」。
於2016年6月港鐵加價後，港鐵於2016年宣佈新票價時，同時於2016年11月至2017年3月的首個星期六（即2016年11月5日、12月3日及2017年1月7日、2月4日及3月4日）推出本優惠，命名為「特惠星期六」。
於2017年，為慶祝香港回歸20週年，港鐵於8月宣佈於同年10月1日及2日（國慶）推出本優惠，命名為「國慶特別車費日」。
於2018年，為補償10月16日信號系統故障導致交通大混亂，港鐵於10月29日宣佈「為答謝乘客對港鐵的支持」，於同年11月3日及4日推出本優惠。
於2019年，為補償3月18日至19日的列車相撞事故及3月24日凌晨至早上欣澳站附近供電故障，港鐵於3月29日宣佈「為答謝乘客對港鐵的支持」，於同年5月11日至13日推出本優惠。

## 優惠方式
乘客於上述優惠期內，使用八達通付費乘搭港鐵重鐵路線（重鐵路線，機場快綫、東鐵綫頭等及往來羅湖站／落馬洲站除外）、輕鐵及港鐵巴士，成人可享有小童特惠票價優惠（即大約半價），而小童、長者、以及合資格學生及殘疾人士則可享有每程一律HK$1的優惠票價。合資格車程為需付費車程，合資格車程將可獲優惠，但受下列條件限制。

### 條件
- 機場快綫、港鐵接駁巴士（接駁大埔墟站）及往來羅湖站／落馬洲站並不包括於計劃內。因此乘客若須往／返羅湖或落馬洲站，可先乘搭東鐵綫往／返上水站，出閘等後數分鐘再入站乘搭往／返羅湖或落馬洲站列車，成人、小童或長者或可以用另一張八達通即時再入閘。
- 其他優惠（例如輕鐵／港鐵巴士免費轉乘、小巴／巴士轉乘、港鐵特惠站、即日第二程車費九折／3%車費回贈優惠、「全月通加強版」連接車程75折）可與此優惠同時使用；惟會先計算此優惠，再計算其他優惠（「全月通加強版」連接車程75折在推廣期內只適用於成人八達通）。
- 如該程車費經扣除所有折扣後，車費為$0，則不能享有轉乘優惠（轉乘輕鐵／港鐵巴士除外）。
- 乘搭輕鐵時須有入站及出站記錄，並須120分鐘內完成之車程方為合資格車程；若於輕鐵出站收費器退回入站時多付的車費後，其實際支付車費為$0，則不屬合資格車程。
- 在相關優惠期的月份購買「全月通加強版」（在2015年2月至2016年3月期間適用），可獲贈HK$10港鐵站商店現金劵一張。
- 「全月通加強版」或「機場快綫旅遊票」使用者出閘時無需扣除額外車資（即出閘機顯示車費為$0）或只收取頭等額外費，則為不合資格車程。
- 「全月通加強版」會先以連接車程的小童八達通車費計算75折，再計算其他優惠，包括輕鐵／港鐵巴士免費轉乘、各項轉乘優惠、即日第二程車費九折／3%車費回贈優惠、港鐵特惠站等。
- 港鐵免費互轉輕鐵在推廣期內，擴展至全部輕鐵車站（在2015年2月至2017年10月期間適用）。
- 同站出入並有車費扣減者屬合資格車程，但同站出入超過20分鐘者（長者／合資格殘疾人士除外）而支付$10附加費（小童／合資格學生則為$5），則不屬合資格車程。
- 於優惠期內持成人、小童及「學生身分」個人八達通的乘客經尖沙咀站／尖東站30分鐘內轉綫往來往來羅湖站／落馬洲站之部份車程，其八達通被扣除的車費可能會略高於非優惠期。車費差額為HK$0.1-$1不等，受影響乘客可於乘車後到任何港鐵客務中心，職員會將定額HK$0.5-$1存入其八達通（在同時享有即日第二程車費九折／3%車費回贈優惠時適用，受影響車程及存入金額詳請以相關優惠條款及細則為準）。
- 頭等額外費與此優惠分開計算，先計算一般車資的小童票價（成人，約半價）／$1（特惠），再加上沒有折扣的頭等額外費；額外費相等於東鐵綫車程的普通等成人（適用於成人／合資格學生）／小童（適用於小童／長者／合資格殘疾人士）正價車費。

## 外部連結
- （繁體中文）港鐵 - 港鐵節折賞 （页面存档备份，存于）
- （繁體中文）港鐵 - 2017年10月1日及2日 特別車費日 （页面存档备份，存于）